# Suavemente
Suavemente es el título del álbum debut de estudio en solitario grabado por el merenguero puertorriqueño Elvis Crespo. Fue lanzado al mercado bajo el sello discográfico Sony Discos el 14 de abril de 1998. El álbum recibió una nominación al Premio Grammy al Mejor Álbum Latino Tropical Tradicional en la 41°. entrega anual de los Premios Grammy y recibió un Premio Lo Nuestro en la categoría de Álbum Tropical del año en 1999.

## Lista de canciones
| Suavemente |                   |                    |          |  |
| N.º        | Título            | Escritor(es)       | Duración |  |
| 1.         | «Suavemente»      | Elvis Crespo       | 4:28     |  |
| 2.         | «Nuestra canción» | Homero d'Rodríguez | 3:29     |  |
| 3.         | «Luna llena»      | Raldy Vásquez      | 4:25     |  |
| 4.         | «Me arrepiento»   | Luis A. Cruz       | 3:46     |  |
| 5.         | «Princesita»      | Juan L. Guzmán     | 4:48     |  |
| 6.         | «Tu sonrisa»      | Elvis Crespo       | 4:35     |  |
| 7.         | «Yo me moriré»    | Juan Pérez         | 3:32     |  |
| 8.         | «Llorando»        | Elvis Crespo       | 3:56     |  |
| 9.         | «Por qué?»        | Raldy Vásquez      | 4:24     |  |
| 10.        | «Te vas»          | Raldy Vásquez      | 4:18     |  |
| 41:38      |                   |                    |          |  |

## Certificaciones
| País    | Organismo certificador | Certificación | Ventas certificadas | Ref.  |
| ------- | ---------------------- | ------------- | ------------------- | ----- |
| Uruguay | CUD                    | 2× Platino    | 12 000              | [ 1 ] |